# Nicholas Ganz
Nicholas Ganz (* 1976 in Essen) ist ein deutscher Künstler, Fotograf und Autor.

## Leben
Seit dem Beginn der 1990er Jahre sprühte er Graffiti und dokumentierte gleichzeitig seine eigenen Arbeiten und die von anderen Sprühern mit der Kamera. 1997 kreierte er sein Pseudonym Keinom, unter dem er auch heute noch aktiv ist.
Die Fotografie erlernte er autodidaktisch und durch das Studium anderer Fotografen und Fotobildbände.
2004 veröffentlichte er seinen ersten Bildband Graffiti World, der weltweite Anerkennung fand und in elf Ländern erschienen ist. Daraufhin folgte 2006 der Bildband Graffiti Woman, der in fünf Sprachen übersetzt wurde.
Zwischen 2005 und 2009 bereiste er Burma/Myanmar als Dokumentarfotograf und veröffentlichte seine Recherchen und Arbeiten in dem Buch „Burma – the alternative guide“.
2012 erschien ein weiteres Buch über Burma, wo er das Volk der Shan mit ihrer langen Geschichte vorstellt und die Ursachen des Bürgerkrieges analysiert.

## Soziales
Neben seiner beruflichen Arbeit in den Krisengebieten hat er stets die Menschen vor Ort unterstützt und gründete 2008 die Hilfsorganisation Keinom Foundation. Er ist ebenfalls Gründungsmitglied der Burma-Aktion.

## Veröffentlichungen
- Street Messages. Dokument Press 2015, ISBN 978-91-85639-73-1.
- Unterwegs in Burma – Eine Reise zum Volk der Shan. Iatros Verlag 2012, ISBN 978-3-86963-700-6.
- Burma – the alternative guide. Thames & Hudson 2009, ISBN 978-0-500-28787-3.
- Graffiti World – New Edition Thames & Hudson 2009, ISBN 978-0-500-51469-6.
- Graffiti Woman – Street Art from five continents. Thames & Hudson 2006, ISBN 978-0-500-51306-4.
- Graffiti World – Street Art from five continents. Thames & Hudson 2004, ISBN 978-0-500-51170-1.